# Maria de Souza
Maria de Souza, född 5 september 1971, är en friidrottare från Brasilien. Hon deltog vid olympiska sommarspelen 1996.